# Stadt-Champignon
Der Stadt-Champignon (Agaricus bitorquis), auch Stadt- oder Scheiden-Egerling genannt, ist eine Pilzart aus der Familie der Champignonverwandten (Agaricaceae). Typisch sind das recht harte Fleisch und der doppelte, nach unten abziehbare Stielring. Während der Hut leicht gilben kann, zeigt der kurze, gedrungene Stiel selbst beim Reiben keine solche Verfärbung. Das Fleisch läuft bei Kontakt mit Luftsauerstoff bräunlich rot an, vor allem im Hut. Der Blätterpilz besiedelt vor allem Weg- und Straßenränder. Dort vermögen die Fruchtkörper Pflastersteine aus dem Boden zu hebeln und sogar Straßenasphalt zu durchbrechen.
Das Artepitheton leitet sich vom lateinischen Wort torques (Halsreif) ab und bezieht sich auf den doppelten Ring.

## Merkmale

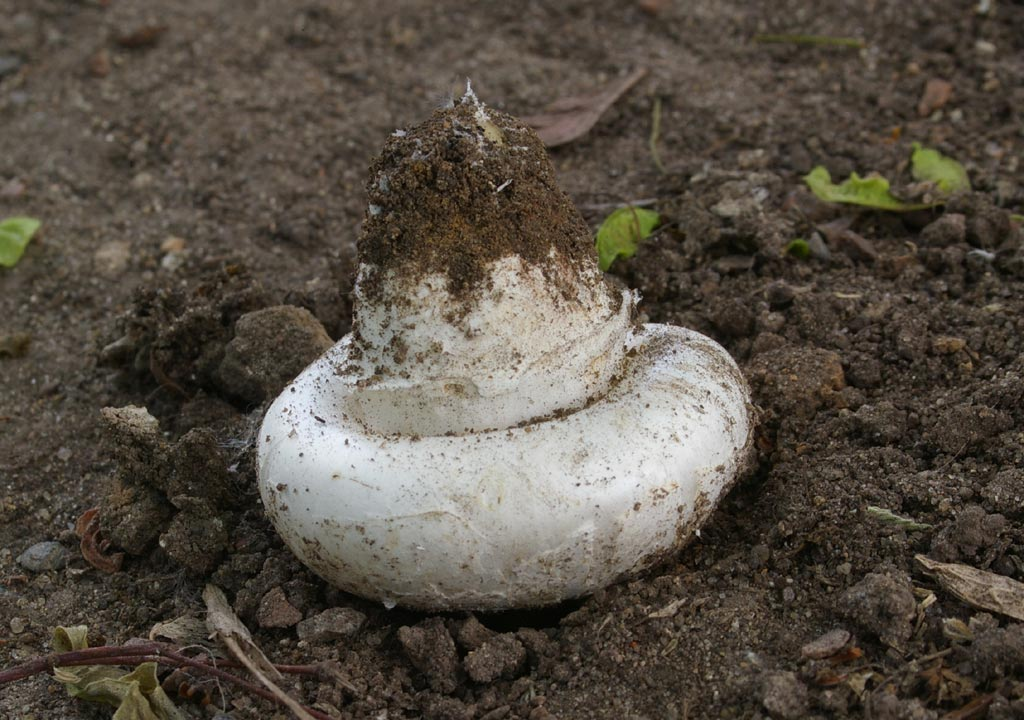
Ein junges, noch nicht aufgeschirmtes Exemplar des Stadt-Champignons

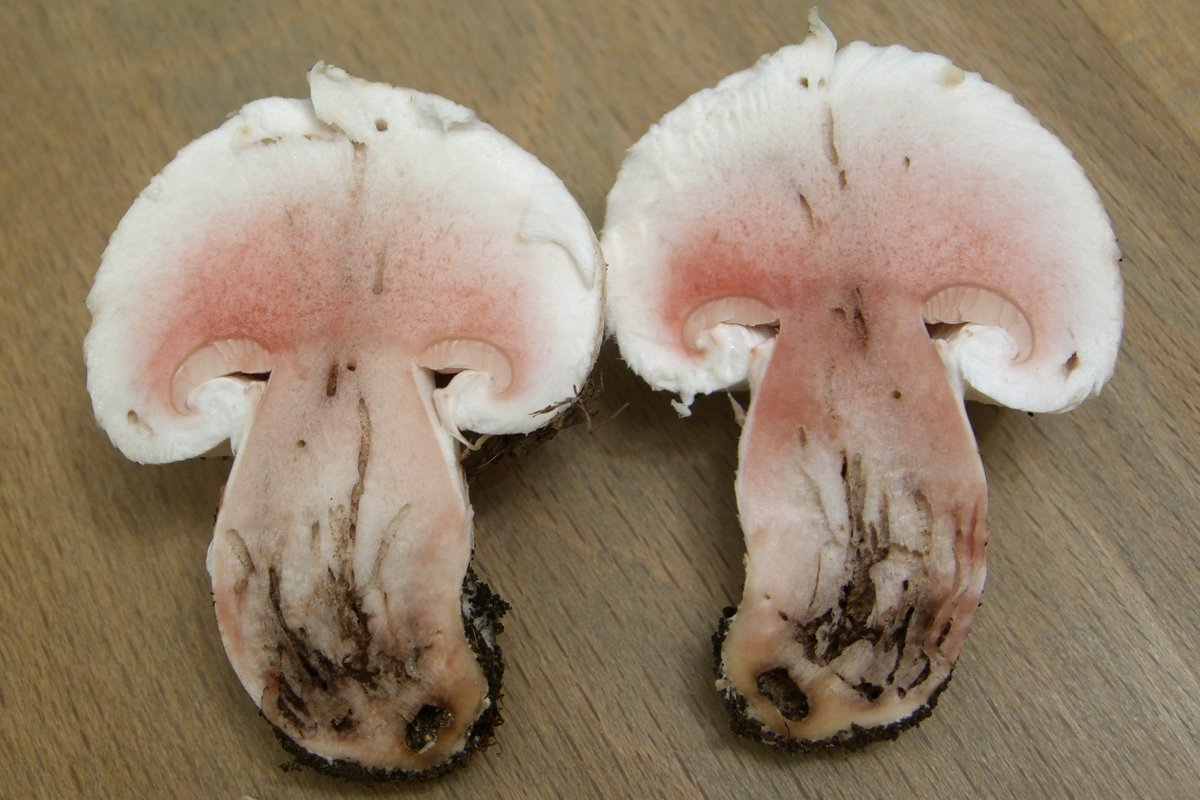
Längsschnitt durch einen jungen Fruchtkörper des Stadt-Champignons

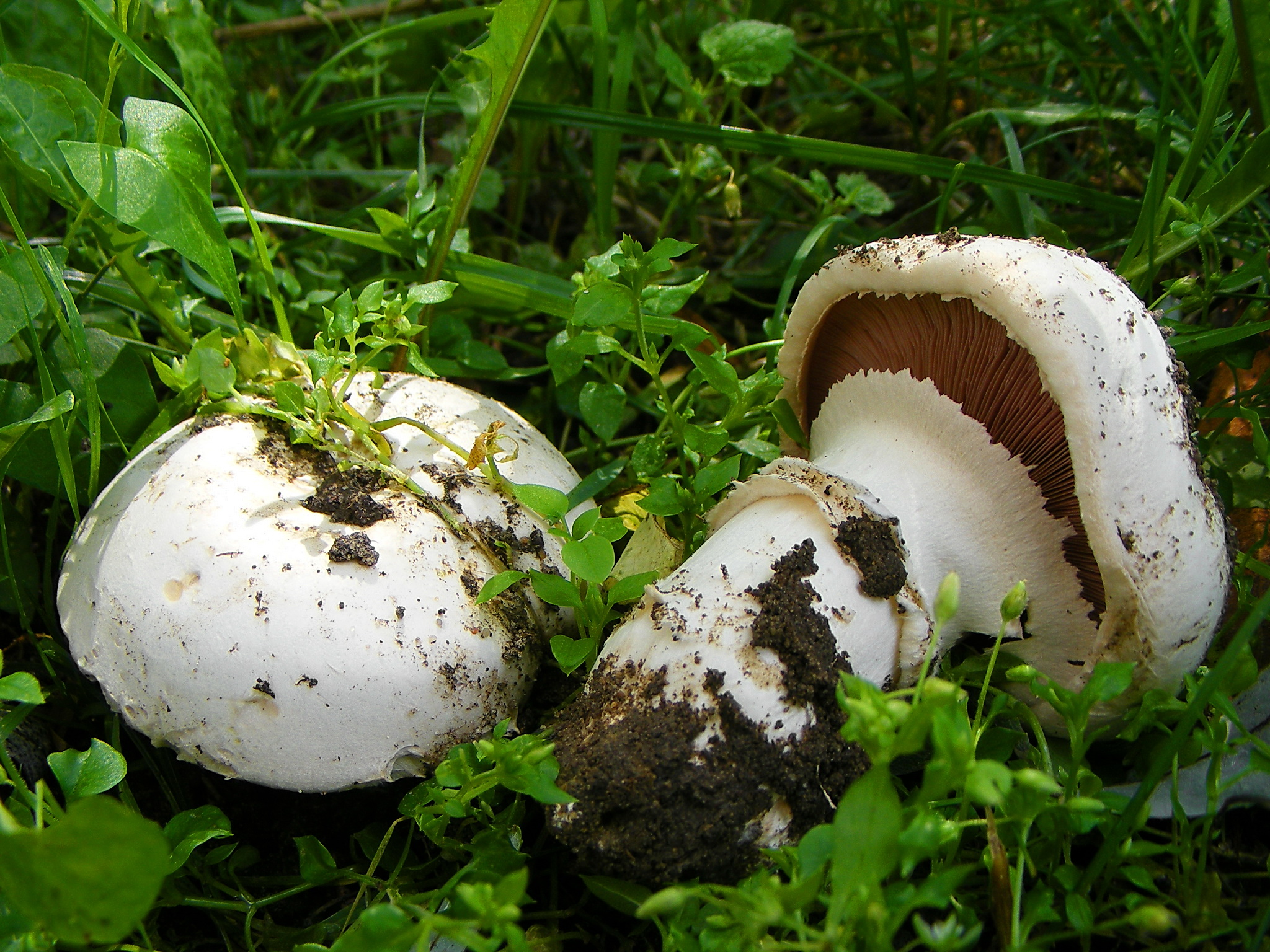
Deutlich sichtbarer zweifacher Ring am Stiel des Stadt-Champignons

### Makroskopische Merkmale
Der Fruchtkörper des Stadt-Champignons wird etwa 6–9 cm hoch und 4–12 cm breit. Der Hut ist jung fast halbkugelig, später polsterförmig und verflacht dann uneben. Der Huthaut ist jung weiß und glatt, im Alter grauweiß und reißt im Zentrum manchmal felderig auf. Oft ist die Oberfläche mit Erdresten bedeckt und gilbt leicht. Der Hutrand ist lange herabgebogen, eingerollt, überragt die Lamellen und ist bisweilen mit Velumresten behangen. Die frei stehenden Lamellen sind bei jungen Exemplaren blass fleischfarben, später lilagrau und im Alter purpurschwarz mit weißflockigen Schneiden. Das Sporenpulver ist dunkelbraun gefärbt. Der zylindrische, manchmal etwas zugespitzte Stiel ist kurz und gedrungen, er wird etwa 4–7 cm lang und 1,5–2 cm stark und ist weißlich gefärbt, er gilbt im Gegensatz zum Hut nicht. Charakteristisch für den Stadt-Champignon ist der doppelte, nach unten abziehbare Ring. Das ziemlich harte Fleisch ist weiß und läuft im Schnitt bräunlich rot an. Es riecht angenehm säuerlich bis mandelartig und schmeckt mild und nussig.

### Mikroskopische Merkmale
Die elliptischen Sporen sind 5–6,5 Mikrometer lang und 4–5 µm breit, Cheilozystiden sind vorhanden, aber unauffällig.

## Ökologie und Phänologie
Der Stadt-Champignon ist ein saprobiontischer Bodenbewohner, der vor allem an Straßen- und Wegrändern oder auf Gehwegen, an bewuchsfreien oder leicht grasigen Stellen in Gärten, Friedhöfen und Parks, seltener entlang von Waldwegen fruktifiziert. Er wächst unter verschiedenen Laubbäumen oder in der prallen Sonne auf kaum bis sehr nährstoffreichen Böden, die schwach sauer bis basenreich und trocken bis frisch sein können. Der Pilz ist in der Lage, durch Schotter und selbst Asphaltdecken zu brechen.
In Mitteleuropa erscheinen die Fruchtkörper gleichmäßig vom Frühjahr bis in den Herbst.

## Verbreitung
Das Vorkommen des Stadt-Champignons erstreckt sich von Süd- und Nordamerika über Asien bis nach Europa. In Europa ist die Art vom Mittelmeergebiet über Frankreich, die Niederlande, in Mitteleuropa bis nach Polen, Estland und die Ukraine verbreitet. Der Stadt-Champignon ist in Deutschland zerstreut oder örtlich schwach verbreitet.

## Bedeutung
Der Stadt-Champignon ist essbar, allerdings eignen sich Fruchtkörper an stark befahrenen Straßen oder von Hunden frequentierten Plätzen wegen der Schadstoffbelastung bzw. der Gefahr von Parasitenaufnahme nicht zum Verzehr.